# 约翰·弗拉克斯曼
约翰·弗拉克斯曼 R.A. （John Flaxman，1755年7月6日 – 1826年12月7日），英国著名雕塑家和插图画家。

## 生平
他出生于英格兰北部的约克郡，他的父亲和他的名字一样，是伦敦的一位用石膏铸花为建筑装饰的模具制造商，弗拉克斯曼出生6个月后，就随母亲搬回伦敦，九岁时母亲去世，父亲再婚。他从小就没有受到系统的教育，基本依靠自学，从父亲的业务中学到了制造模具和绘画的知识，从许多古典文学作品中进一步充实了自己的学识。
他父亲的客户们很喜欢这个孩子，为他提供书籍和教导，一位画家和一位教职人员尤其喜欢他，在他们那里弗拉克斯曼结识了许多艺术家。12岁时他已经开始用铅笔和垩笔作画了。他的雕塑作品获得艺术协会的第一个奖章，并在艺术家自由协会的画廊中展出自己的作品。15岁时，他已经获得艺术协会的第二次奖，并在皇家学院展出自己的作品。1770年他进入皇家学院作学生，获得了银质奖章。但在1772年竞争金奖的比赛中失败，可他并没有气馁。
他在学院期间制作了一个海王的蜡像（1770年），四个蜡制肖像（1771年），一个陶制胸像，一个小孩的蜡像，一座历史人物雕像（1772年），一个喜剧人物像和一个古罗马仕女浮雕（1773年）。在这期间他还受他的朋友马修斯家族的委托制作了一座亚历山大大帝雕像。但直到20岁时才第一次承担了一个大型装饰工作，包括制作墙头浮雕、装饰花瓶、雕像等，声望大增。
1775年他的父亲搬到一个更大的作坊，将原有的商店留给弗拉克斯曼，到了1780年，他不仅承包房屋装饰，同时开始制作纪念像，为许多名人在教堂内制作了纪念雕像，现在这些具有古希腊风格的雕像有的已经搬到博物馆中。
1782年，27岁的弗拉克斯曼和受过良好教育的安妮结婚，1787年他们有了足够的积蓄，全家前往罗马旅游。在罗马他承接了一个大理石雕工程，直到7年后，1794年他才回到伦敦，并立刻收到许多委托。
1797年，他被聘为皇家学院的副教授，以后他的生活和工作是一帆风顺的，1800年他被选为皇家学院的正式院士。他曾经去巴黎参观过，但不太感兴趣。1810年他被皇家学院委任为专门为他设置的雕塑委员会主席。
1820年，他妻子去世，他继续他的艰苦的工作，1826年他工作时在一座教堂中患了感冒，4天后即去世，享年72岁。
弗拉克斯曼的圆雕作品过于“沉重”，但他的浮雕作品非常清秀，很好地体现了他的才能。不过使弗拉克斯曼取得最大声名的不是他的雕塑作品，而是他为古代史诗所做的插图，充分显示了他对古代风格的理解，这些风格也曾经展示在他的浮雕和花瓶图案上。这些插图包括为伊利亚特和奥德赛做的插图，为但丁作品和埃斯库罗斯做的插图，线条清晰，人物比例完全符合古希腊、罗马的造型，由庇罗里雕版印刷，很好地保留了他的绘画风格。

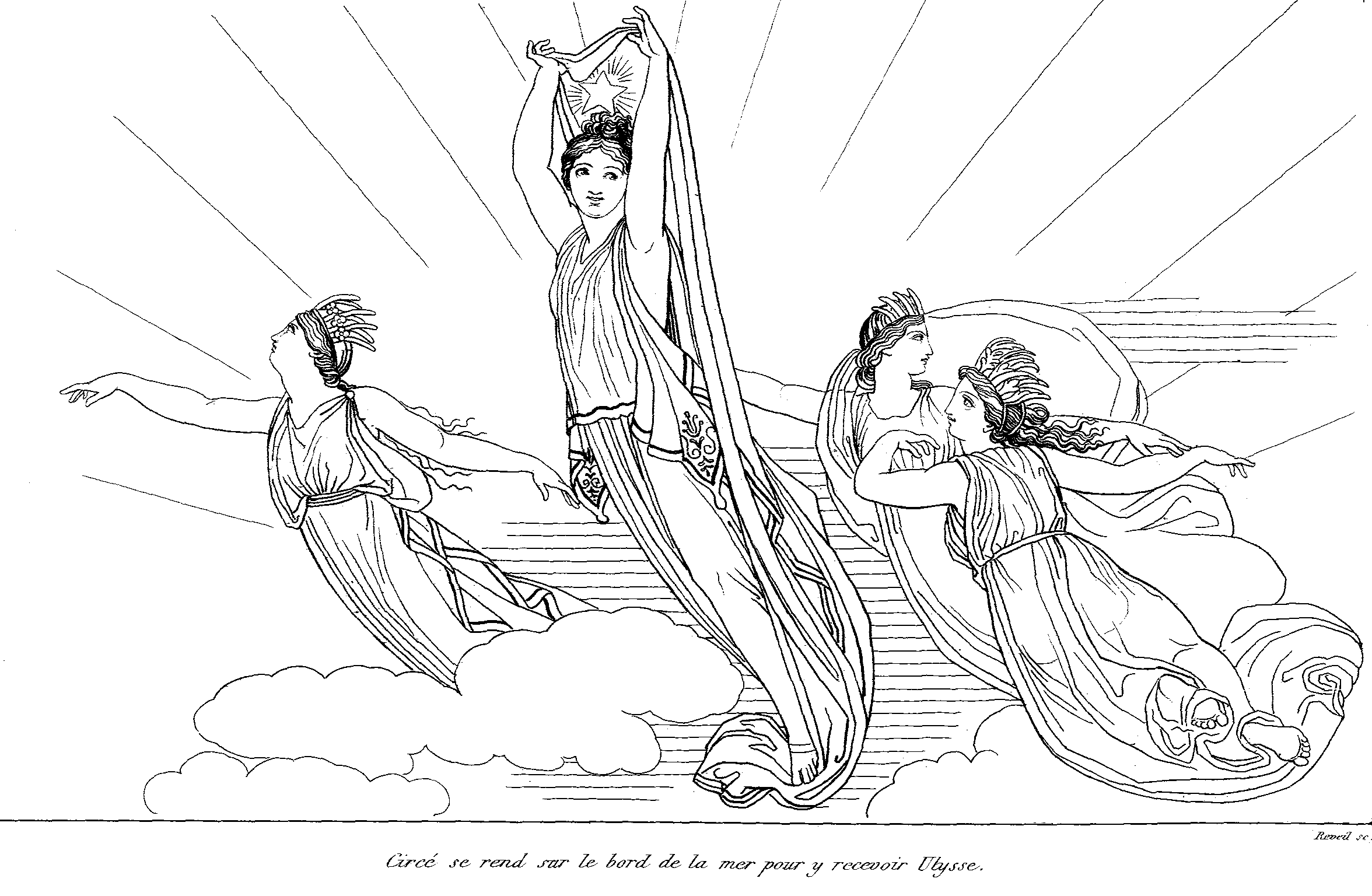
晨光女神